# Frank Sullivan
Francis Gerald (Frank) Sullivan (Toronto, 26 juli 1898 - Toronto, 8 januari 1989) was een Canadese ijshockeyspeler. 
Sullivan werd na aandringen van zijn broer Joseph opgenomen in de Canadese ploeg voor de Olympische Winterspelen 1928 in het Zwitserse Sankt Moritz. Sullivan scoorde tijdens de spelen tweemaal in drie wedstrijden en won met de Canadese ploeg de gouden medaille. Sullivan had in 1920 en 1921 met de University of Toronto team al het amateurkampioenschap van Canada gewonnen.